# Roeland van Moerkerke
Roeland van Moerkerke (1465 - 9 november 1512) was burgemeester van Brugge.

## Levensloop
Ridder Roeland van Moerkerke was een zoon van Jacob van Moerkerke. Hij trouwde in 1490 met Martine Lem. In 1495 kregen ze een dochter, Martine van Moerkerke (°1495), die trouwde met Anthonie van Grysperre.
Hij was raadsheer van de hertog van Bourgondië en graaf van Vlaanderen Filips de Schone en van Karel V. Hij was lid en zelfs voorzitter van de Raad van Vlaanderen. Hij was ook heer van Cadzand.
In 1492 was hij een medewerker van Filips van Kleef van wie hij een voorstel voorlas dat betrekking had op de Zwinstreek, tijdens een vergadering van de Staten-Generaal in Mechelen. Hij schreef ook verweerschriften voor rekening van Filips van Kleef.

## Stadsbestuur
Van Moerkerke werd een belangrijk stadsbestuurder, die gedurende verschillende jaren het hoogste ambt bekleedde, zonder ooit andere stadsfuncties te vervullen, als volgt:
- 1499-1500: burgemeester van de schepenen
- 1500-1501: burgemeester van de schepenen
- 1501-1502: burgemeester van de schepenen
- 1502-1503: burgemeester van de schepenen
- 1504-1505: burgemeester van de schepenen
- 1405-1506: burgemeester van de schepenen.

## Bron
- Stadsarchief Brugge, Register van de Wetsvernieuwingen.